# シュコダ40T
シュコダ40T（チェコ語: Škoda 40T）は、チェコのシュコダ・トランスポーテーションが開発・生産している路面電車車両。バリアフリーに適した超低床電車で、チェコのプルゼニ市電で使用されている。

## 概要
チェコの都市・プルゼニの路面電車であるプルゼニ市電で長年使用されていた連接車のKT8D5R.N2Pの置き換えおよび延伸による輸送力増強を目的に導入が決定した車両。シュコダ・トランスポーテーションが展開する超低床電車の「フォアシティ・スマート」ブランドに基づいた3車体連接車で、ループ線の閉鎖など緊急時にも対応できるよう両運転台・両方向形の構造が採用されている。車内には冷暖房が完備されている他、安全・防犯対策の監視カメラも搭載されている。また、先頭部分にはクラッシャブルゾーンが設けられており、衝突時の運転手や乗客の安全を確保するほか、車体の素材も不燃性のものが採用されている。
2018年10月に最初の2両分の導入契約が行われ、それに基づき製造された車両は2021年中に納入され、同年中に営業運転に投入された。その後、同年秋季に10両、更に翌2022年にも10両、オプション権を行使する形での追加発注が実施され、これらの車両は2023年以降順次導入が行われる事になっている。